# سایاکا ساتو
سایاکا ساتو (انگلیسی: Sayaka Sato؛ زادهٔ ۲۹ مارس ۱۹۹۱) بدمینتون‌باز زن اهل ژاپن است.